# Pierre-Alain Goualch

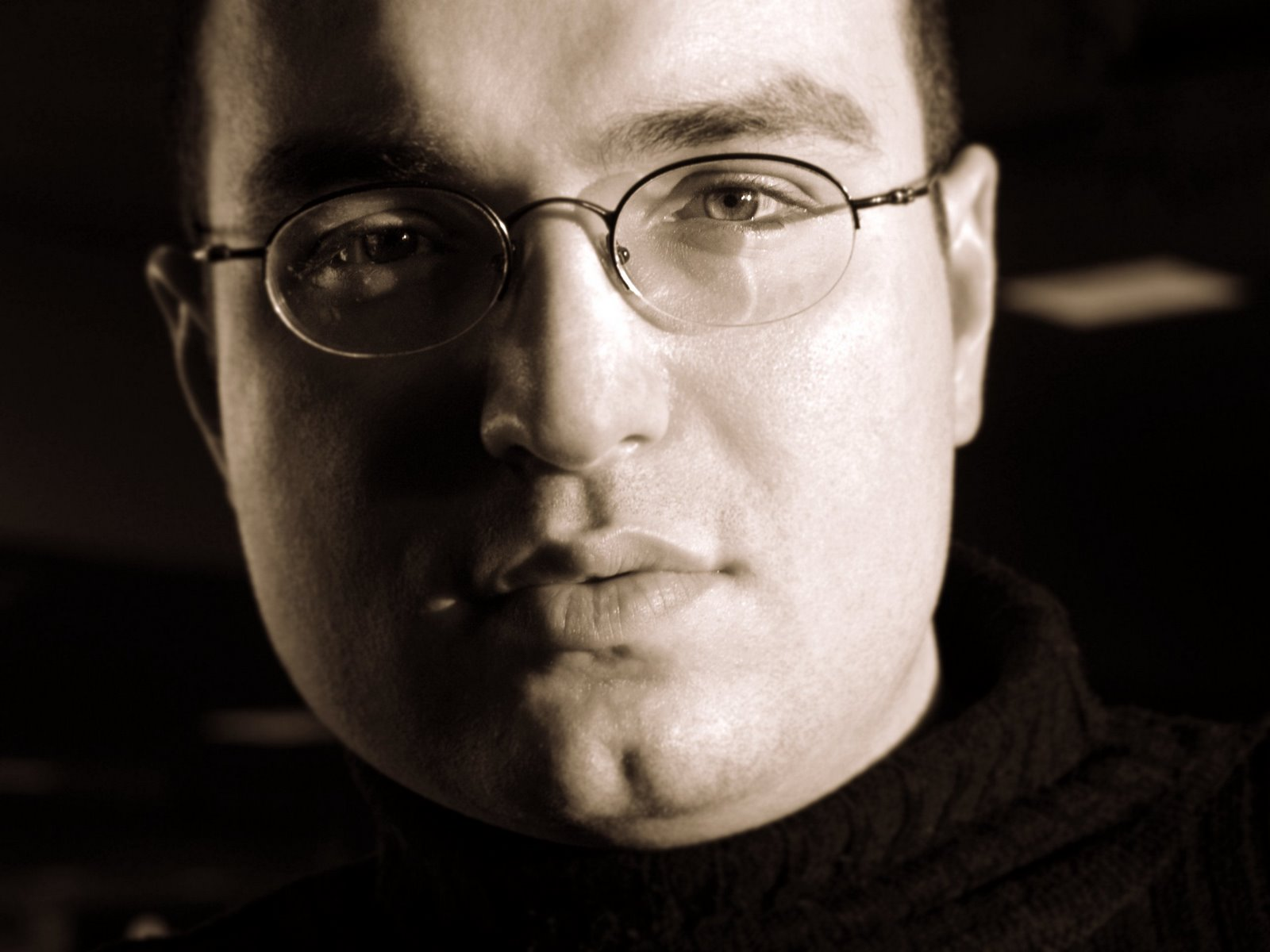
Pierre-Alain Goualch

Pierre-Alain Goualch (* 5. Februar 1973 in Toulon) ist ein französischer Jazzpianist.

## Leben und Wirken
Goualch, dessen Mutter Sängerin und der Vater ebenfalls Musiker ist, lernte ab dem Alter von sieben Jahren Klavier. Tony Petrucciani führte ihn an den Jazz heran. Mit ihm begleitete er auch Musiker wie Thomas Bramerie, Phil und Christophe Levan, Stéphane Belmondo, Patrick Manouguian, Pierre Sim, Rémi Vignolo und Olivier Témime.
Mit 18 Jahren verließ er den Süden Frankreichs, um am Centre musical et créatif de Nancy zu studieren. Dort traf er auf Diego Imbert und Franck Agulhon, mit denen er ein Trio gründete. Daneben spielte er im Orchestre Régional de Jazz en Lorraine. Weiter hat er in den letzten Jahren mit Nicolas Folmer, André Ceccarelli, Ernie Hammes, Randy Brecker, Lew Soloff, Ted Curson, Bob Mintzer, Hector Zazou, Ro Gebhardt, Daniel Yvinec, Elisabeth Kontomanou oder Laïka Fatien zusammengearbeitet.

## Preise und Auszeichnungen
1995 erhielt er den ersten Preis beim Concours International de Piano Jazz de Toulon und beim Concours national de jazz de la Défense. Für sein Album Exploring the Music of Serge Gainsbourg wurde er 2001 sowohl für den Django d’Or als auch für die Victoires du Jazz nominiert.

## Diskographische Hinweise
- Voici Ma Main, EMD / Abeille Musique, mit Christophe Levan, Franck Agulhon (1997)
- Honky Monk Woman, EMD / Abeille Musique, mit Valérie Graschaire (2001)
- Exploring the Music of Serge Gainsbourg, Night Bird / Harmonia Mundi, mit Rémi Vignolo, André Ceccarelli (2001)
- The Piano, Inside and Outside, CELP / Harmonia Mundi (2001)
- Tikit, EMD / Abeille Musique, mit Franck Agulhon (2005)
- Le coq et la pendule, Plus Loin / Abeille Musique, mit Diego Imbert, André Ceccarelli, David Linx (2009)
- A Nou(s)Garo, Just Looking Production / Harmonia Mundi, mit David Linx, Diego Imbert, André Ceccarelli (2013)
- André Ceccarelli, Pierre-Alain Goualch, Diego Imbert: Porgy and Bess (2021)